# 鵜飼一郎
鵜飼 一郎（うかい いちろう、1928年（昭和3年）12月28日 - 2006年（平成18年）10月16日）は、日本の政治家。愛知県春日井市長（4期）。全国市長会副会長、東海市長会会長などを歴任。位階は正五位。旭日中綬章受章。

## 来歴
愛知県東春日井郡坂下町（現・春日井市）生まれ。愛知県明倫中学校（現・愛知県立明和高等学校）卒業。1944年（昭和19年）、旧坂下町役場に奉職。1958年（昭和33年）1月1日、春日井市は坂下町と高蔵寺町を編入。市長公室長、助役などを歴任。
1990年（平成2年）、春日井市長の鈴木義男が翌年の市長選不出馬を明らかにし、後継として鵜飼が立候補する意向を表明。同年10月、助役を辞任した。この年の5月まで県議会議長を務めていた自民党県議の児島貢も出馬表明。11月26日、児島は自民党を離党。
1991年（平成3年）1月23日、児島は県議を辞職。1月27日、市長選挙告示。児島と、日本社会党・公明党・社会民主連合の推薦を受けた鵜飼の二人が立候補を届け出た。
前年の衆院選で丹羽兵助の長男、丹羽孝充は母親とともに選挙違反を起こし、懲役2年、執行猶予5年の判決を受けた。ところが1990年11月2日、兵助がナイフで刺された傷がもとで死去すると、孝充は兵助の後継として次期衆院選に向けて運動を始めた。亡くなった兵助の後援会「二八会」（市内3万人）は春日井市長選に際し「組織は中立、会員は自由に支持」と決定。孝充は児島、鵜飼の両陣営に顔を出した。民社党系の有力労組「春日井地区同盟」は、児島派と鵜飼派に真っ二つに割れた。
1991年（平成2年）2月3日、投開票が行われ、鵜飼が児玉を破り初当選した。選挙戦で二派に分かれた「二八会」の会員はそれぞれが「結局は孝充は相手方についた」と述べ、丹羽孝充に非難が集中した。
※当日有権者数：人 最終投票率：55.52%（前回比：＋11.01pts）
| 候補者名 | 年齢 | 所属党派 | 新旧別 | 得票数   | 得票率 | 推薦・支持                               |
| -------- | ---- | -------- | ------ | -------- | ------ | ---------------------------------------- |
| 鵜飼一郎 | 62   | 無所属   | 新     | 57,264票 | 56.08% | （推薦）日本社会党・公明党・社会民主連合 |
| 児玉貢   | 60   | 無所属   | 新     | 44,849票 | 43.92% |                                          |

2003年（平成15年）、4期目の当選を果たす。この間、愛知県市長会会長・東海市長会会長・全国市長会副会長などを歴任。
2006年（平成18年）1月5日に心室細動で倒れ、その後入院を経て一時復帰するも体調が戻らず、5月1日付で辞職。同年10月16日に死去。同日付で正五位、旭日中綬章が追贈された。死後その功績を称えられ、同市の名誉市民に選ばれた。同年11月16日、市葬が執り行われた。

## 著書
- 『散歩みち』知書之屋本舗、2006年8月。ISBN 4990219589。